# Ausås kyrka
Ausås kyrka är en kyrkobyggnad i Ausås. Den är församlingskyrka i Strövelstorps församling i Lunds stift.

## Kyrkobyggnaden
Föregångaren är en medeltida kyrka i romansk stil. Nuvarande kyrka uppfördes 1857–1858 och invigdes den 14 november 1859. Byggnaden ritades 1848 av Johan Fredrik Åbom och sammanfogades med ett sedan tidigare befintligt kyrktorn från en äldre kyrka uppförd på medeltiden. Kyrkan är uppförd av putsad och vitkalkad gråsten och tegel och består av ett rektangulärt långhus med ett smalare kor. I väster finns kyrktornet och i öster en utbyggd tresidig sakristia. Taket är ett rött tegeltak.
Kyrkorummets innertak har kryssvalv. Nuvarande interiör präglas av 1906 års renovering.

## Inventarier
- Dopfunten är tillverkad på 1200-talet och är förmodligen ett verk av Mörarpsmästaren. Tillhörande dopfat av mässing är skänkt till kyrkan i slutet av 1890-talet.
- Predikstolen i nygotik är tillverkad 1858 av snickaren O Ekberg i Ausås.
- Altartavlan är målad 1950 av Gunnar Vallentin, Mölle. Gamla altartavlan "Jesus i Getsemane" är utförd 1828 av Alexander Malmqvist. Gamla altartavlan är monterad bakom nuvarande altartavla via en svänganordning och kan även den vändas ut mot kyrkorummet.

## Kyrkklockor
- Storklockan av malm omgöts 1760 av Andreas Wetterholtz i Malmö.
- Lillklockan av malm göts 1743 av Andreas Wetterholtz i Malmö.

## Orgel
- 1872 byggde Anders Victor Lundahl, Malmö en orgel med 11 stämmor.
- 1940 byggde A. Mårtenssons Orgelfabrik AB, Lund en orgel med 18 stämmor.
- Den nuvarande orgeln byggdes 1985 av Tostareds Kyrkorgelfabrik, Tostared och är en mekanisk orgel. Fasaden är från 1872 års orgel.

| Huvudverk I    | Svällverk II         | Pedal         | Koppel |
| Principal 8'   | Gedakt 8´            | Subbas 16´    | I/P    |
| Rörflöjt 8'    | Viola da Gamba 8'    | Borduna 8´    | II/P   |
| Oktava 4'      | Principal 4'         | Kvintadena 4' | II/I   |
| Spetsflöjt 4'  | Rörflöjt 4'          |               |        |
| Oktava 2'      | Svegel 2'            |               |        |
| Mixtur IV chor | Sesquialtera II chor |               |        |
| Trumpet 8'     | Krumhorn 8'          |               |        |
|                | Tremulant            |               |        |
|                | Crescendosvällare    |               |        |

## Bildgalleri

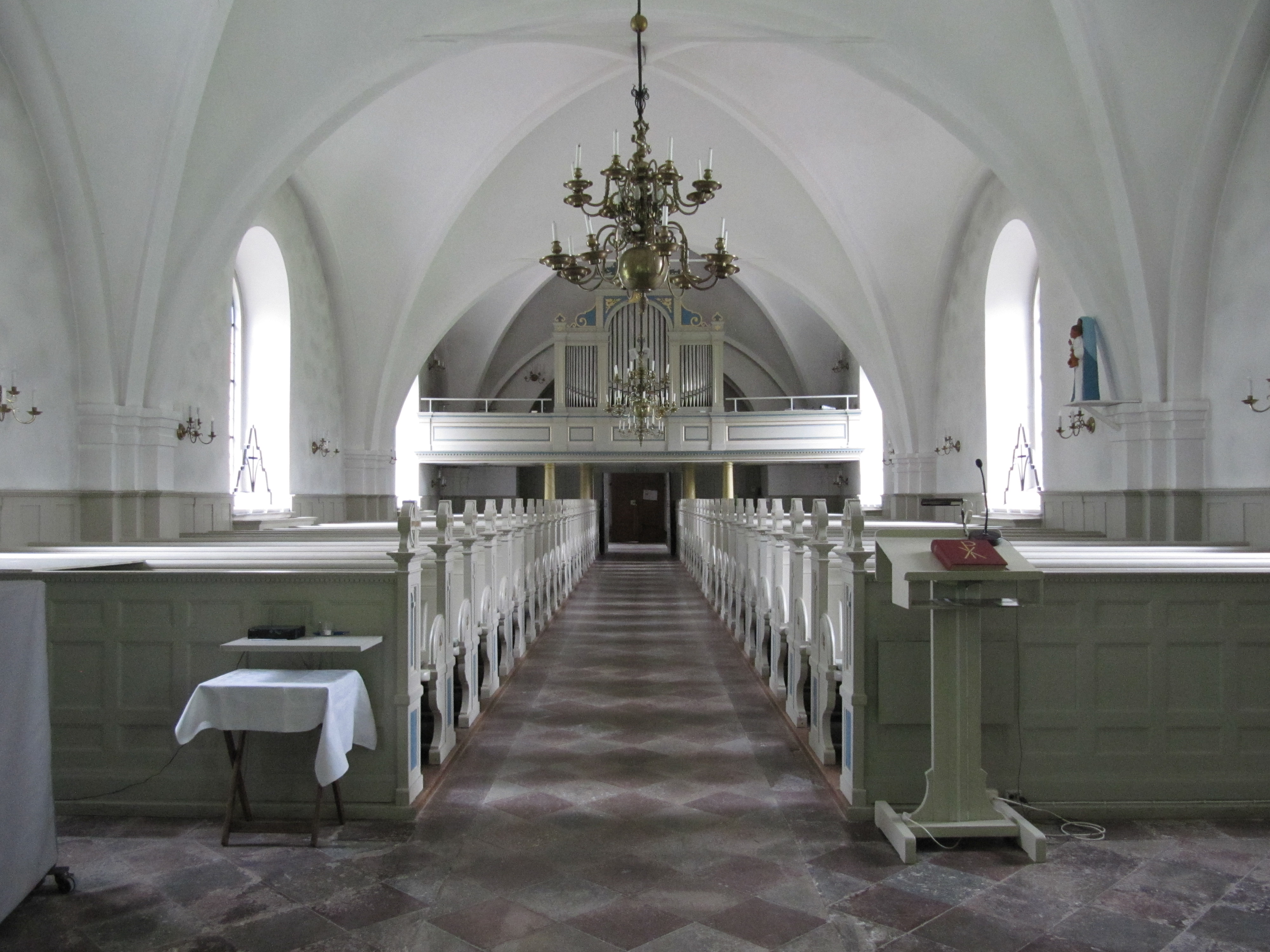
Kyrkorum mot väster
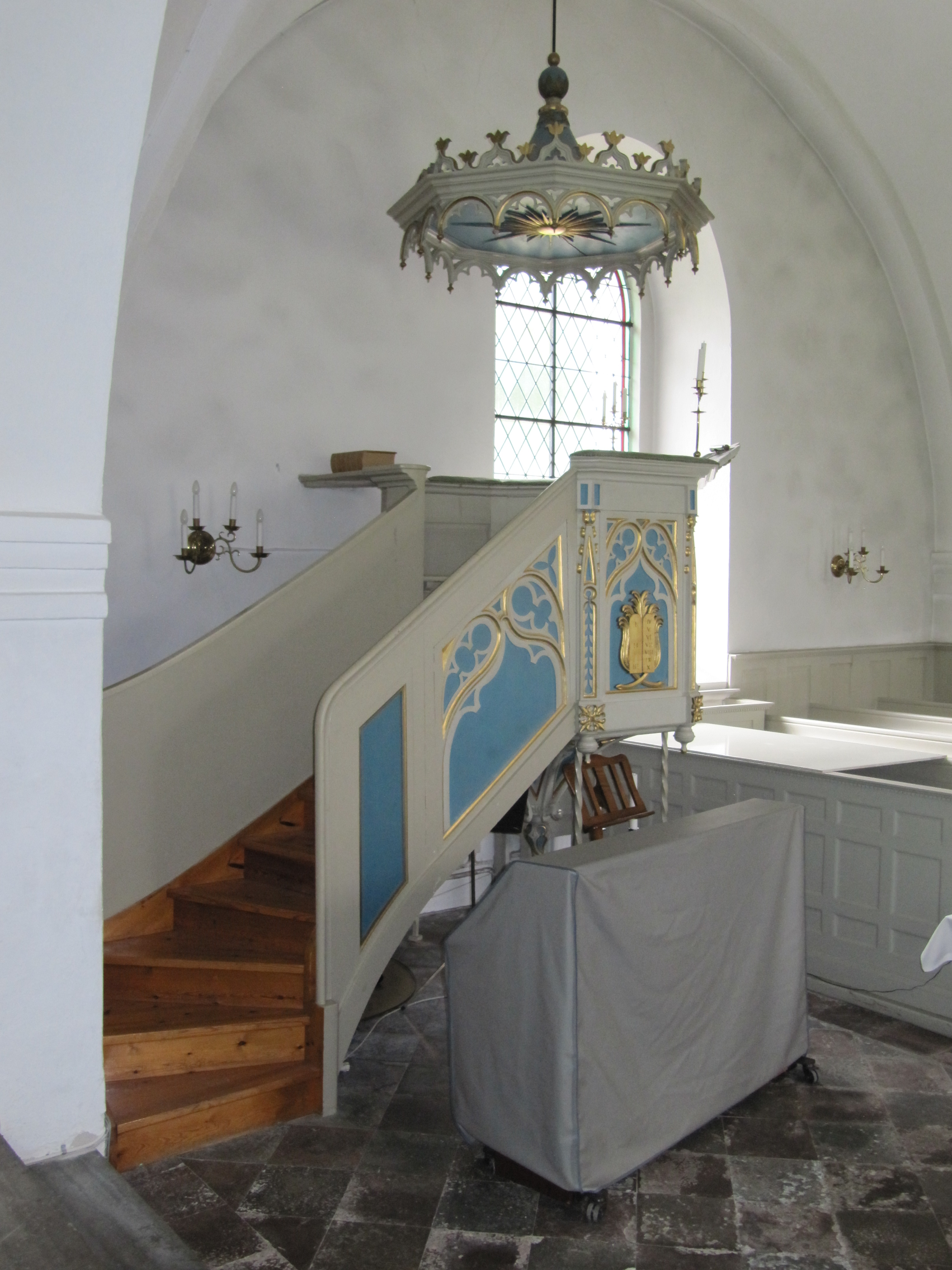
Predikstol
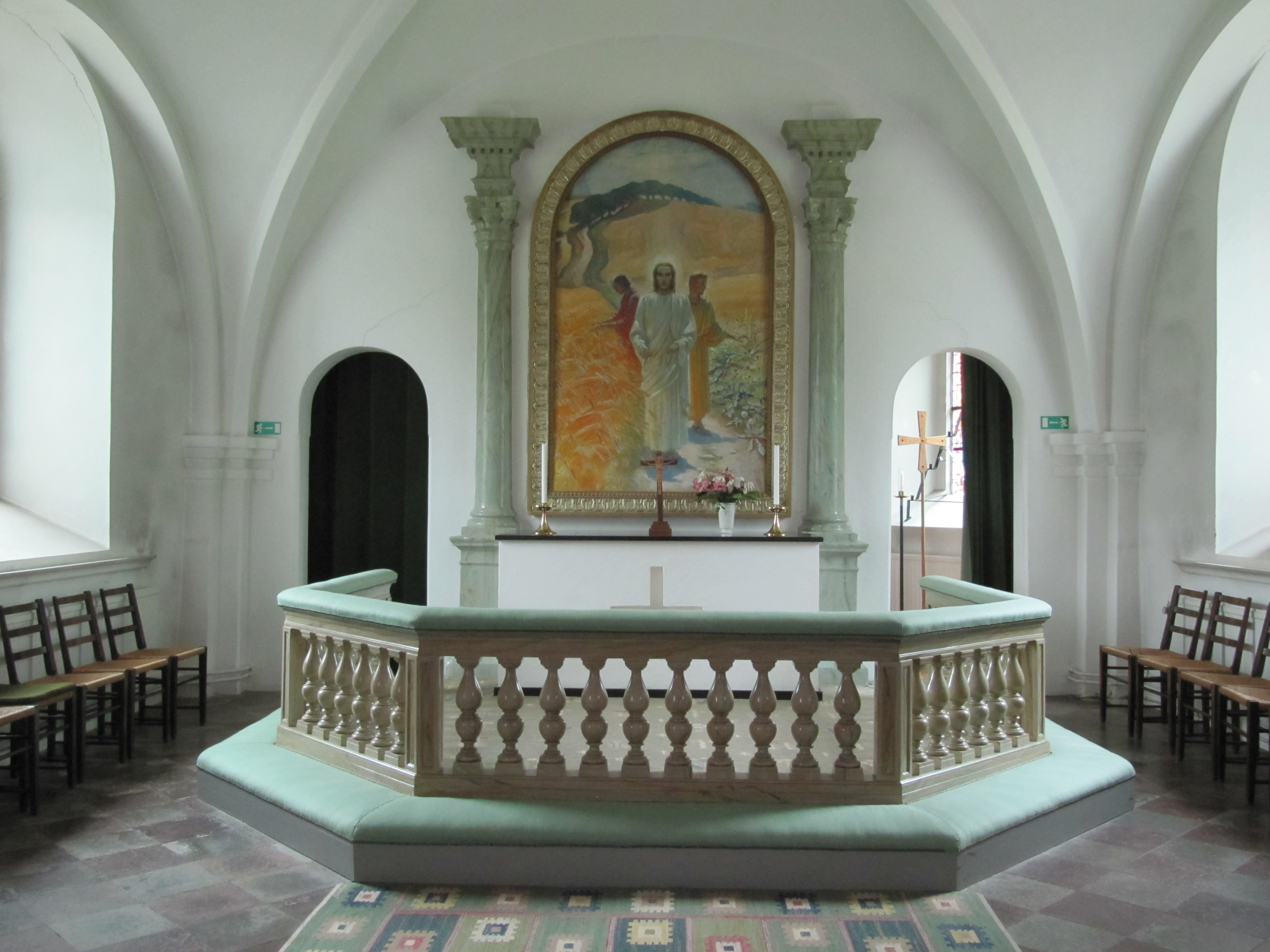
Altare med altaruppsats
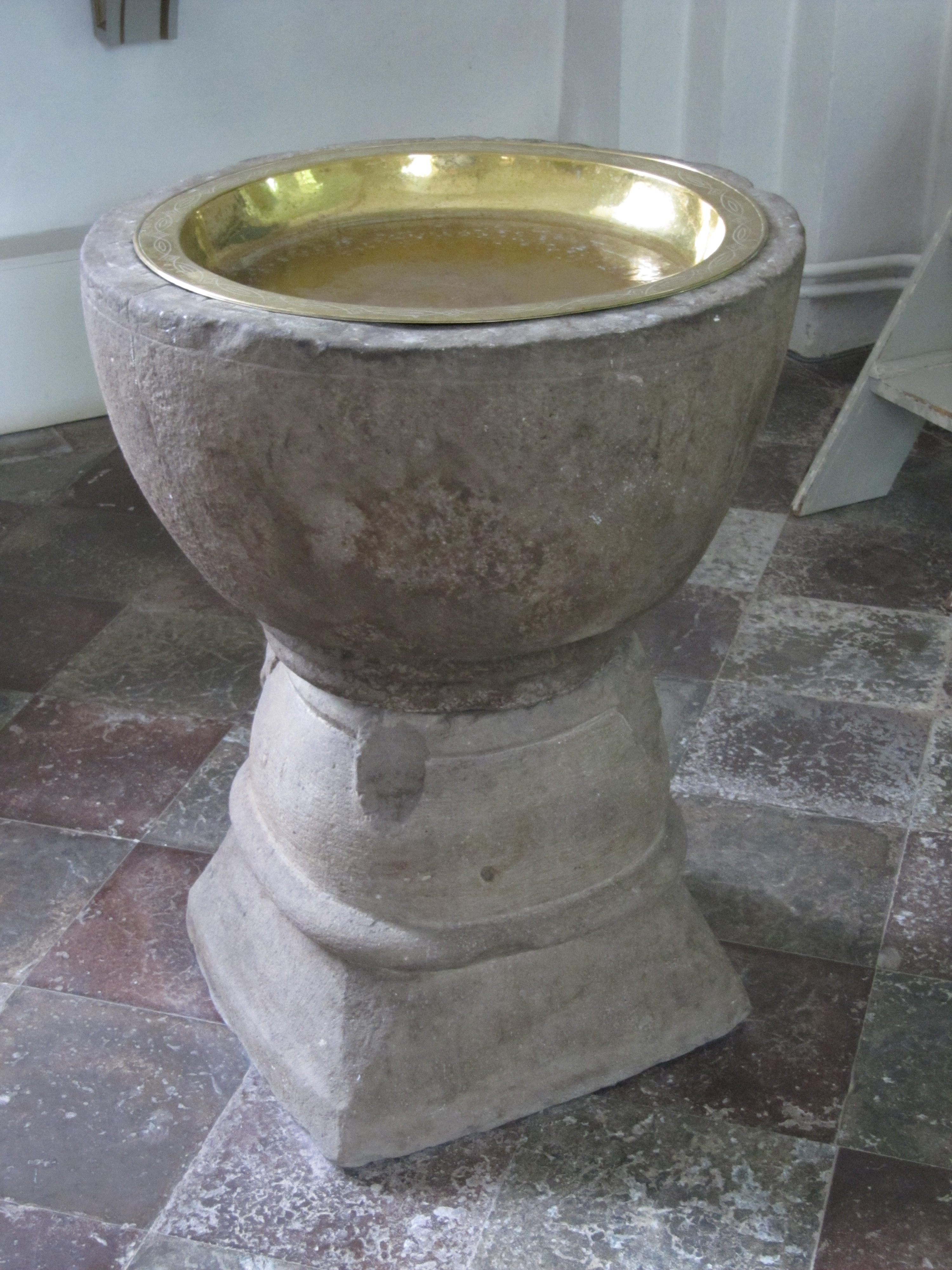
Dopfunt
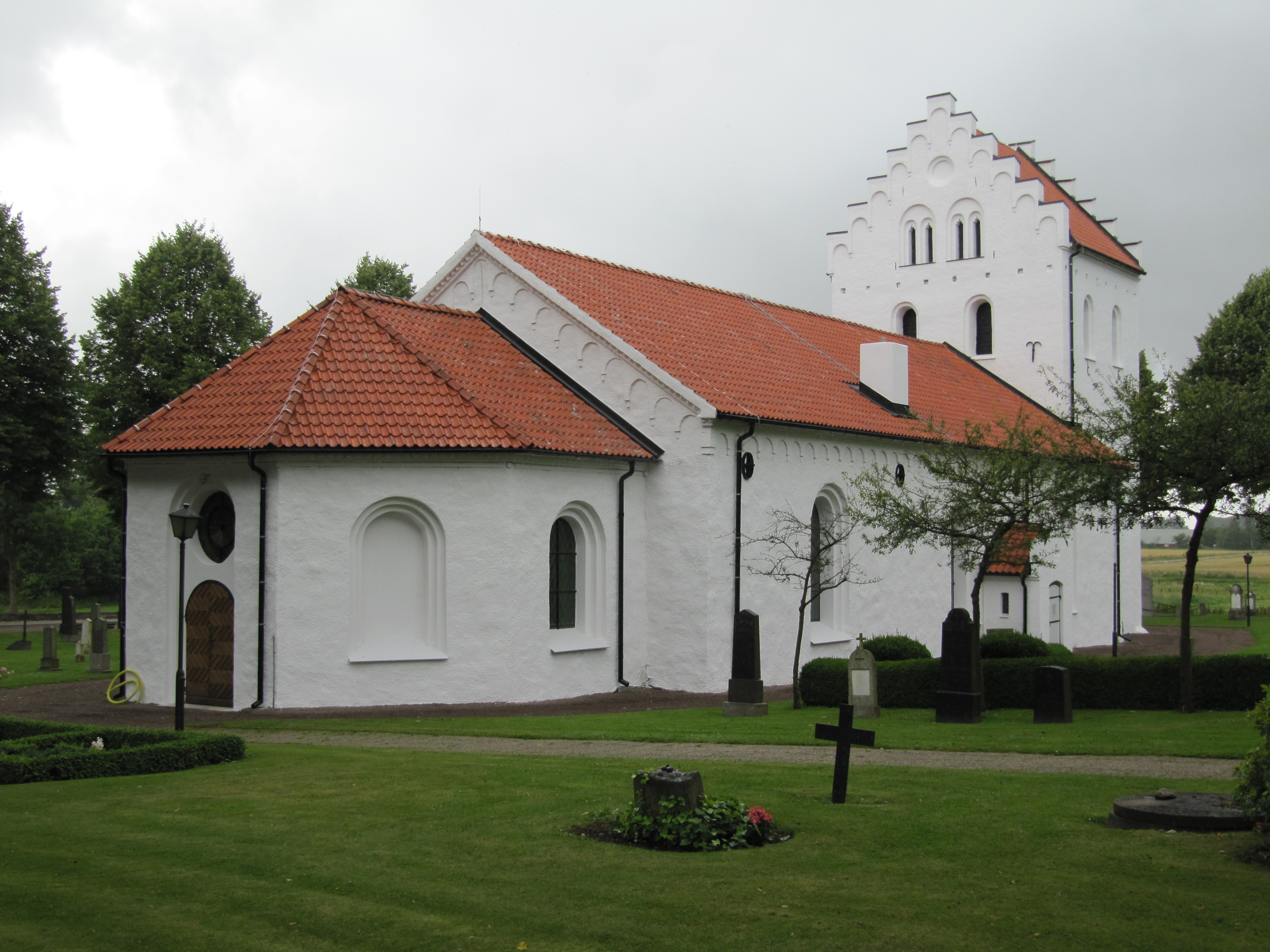
Kyrkan från nordost